# Thumbnail

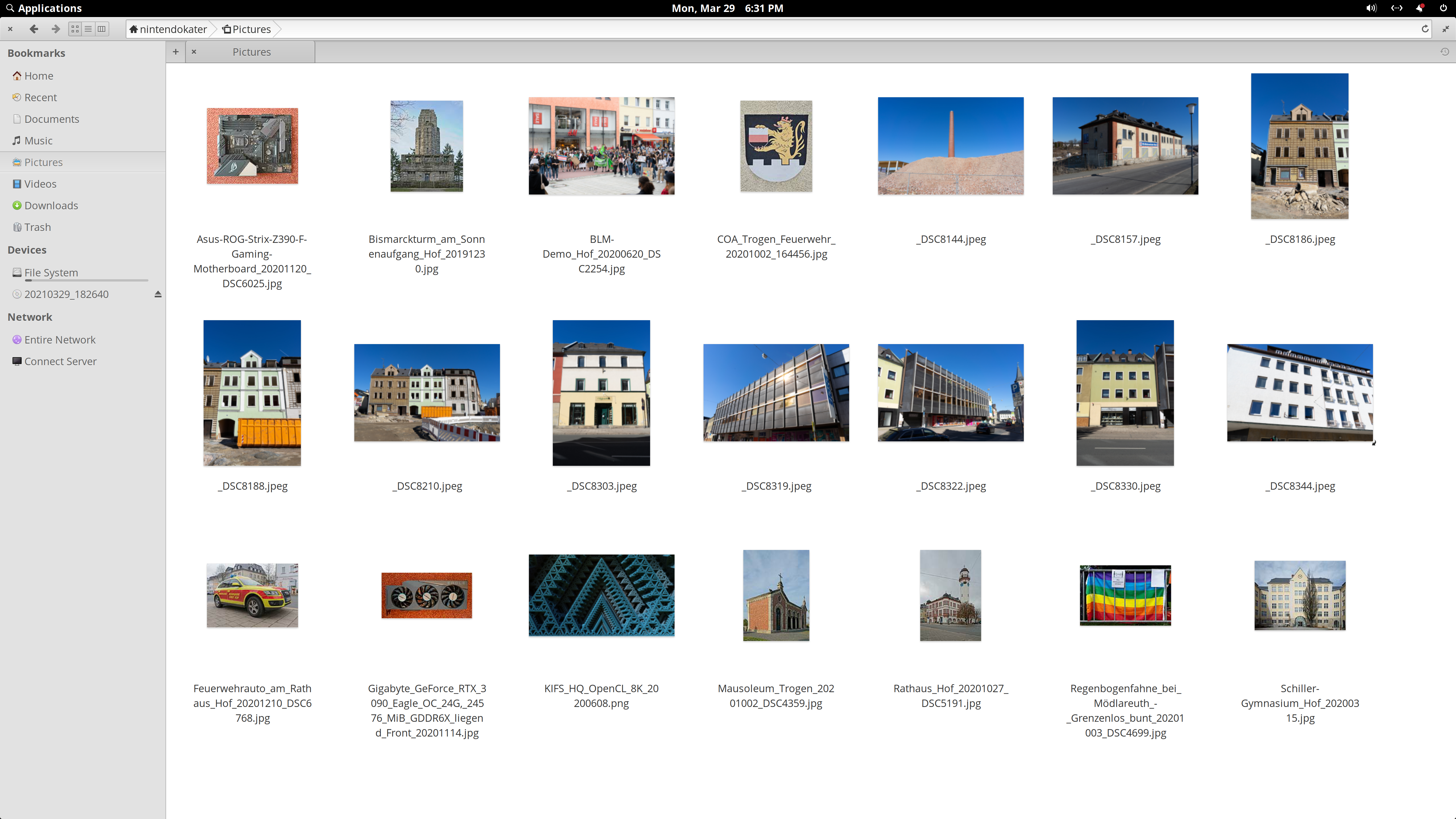
Visualizações de imagens no Elementary OS 5.1.7. 29-03-2021 18 31 14

Miniaturas (ou thumbnails /tə̃biˈnejou̯s/ – unhas do polegar – na designação inglesa) são versões reduzidas de imagens, usadas para tornar mais fácil o processo de as procurar e reconhecer. Os motores de busca de imagem e programas de organização destas usam-nos muitas vezes, tal como alguns sistemas operativos e ambientes de trabalho modernos, tais como o Windows XP, KDE e o GNOME.
Note que como os thumbnails automáticos reduzem imagens grandes para um tamanho menor, o resultado pode não ter uma elevada qualidade, o que resulta de um redimensionamento da imagem.
Alguns web designers produzem thumbnails simplesmente através da redução das dimensões de uma imagem maior usando códigos HTML em vez de usarem uma cópia menor da imagem. Na prática, o tamanho visível de uma imagem em pixels deve corresponder sempre ao seu tamanho actual, uma vez que o objectivo de se englobarem thumbnails numa página web é o de diminuir o tempo de download da página, o que não se consegue apenas alterando as propriedades da imagem.
Reduzir uma parte significativa da imagem em vez de toda pode permitir o uso de um thumbnail menor, sendo na mesma possível o reconhecimento da imagem no seu todo através dele. Por exemplo, quando se faz quando se está a redimensionar um retrato de corpo inteiro de uma pessoa, é melhor mostrar apenas a cara da pessoa do que uma figura irreconhecível. No entanto, isto tem a desvantagem de poder enganar os observadores acerca do conteúdo da imagem, o que a torna menos útil para alguém que está a fazer pesquisas ou a catalogar imagens para apresentações artísticas.
Em 2002, o tribunal do caso americano "Kelly v. Arriba Soft Corporation", determinou que era de uso justo para os motores de busca da Internet o uso deste tipo de imagens para ajudar os utilizadores a encontrar aquilo que procuram.

## Etimologia
A palavra "thumbnail" (e inglês = miniatura) é uma referência para a unha (em inglês nail) do polegar (thumb) humana e alude para o pequeno tamanho da imagem ou imagem, comparável ao tamanho da unha humana.

## Dimensões
Um thumbnail tem, normalmente, um comprimento entre 80 e 200 pixels, tal como a unha de um polegar (like a thumb's nail).
- O programa de digitalização e catalogação da biblioteca pública de Denver produz thumbnails com 160 pixels de comprimento .
- Os guias da biblioteca digital da Califórnia para imagens digitais recomendam a utilização de 150 a 200 pixels de largura e comprimento .
- O projeto internacional Dunhuang para a uniformização da digitalização e manuseamento de imagens especifica um tamanho de 96 pixels a 72 dpi .

O termo "vinheta" é, por vezes, usado para descrever uma imagem que é menor do que a original, mais larga que um thumbnail mas com menos de 250 pixels de comprimento.